# Тернопільська обласна комунальна клінічна психоневрологічна лікарня
Тернопільська обласна комунальна клінічна психоневрологічна лікарня — лікувальний заклад у Тернополі.

## Історія
Тернопільський обласний психоневрологічний диспансер заснований у 1958 році. Від 1970 — обласна психоневрологічна лікарня.
З ініціативи Василя Старченка збудовано нові корпуси лікарні, які оснащено сучасним медичним обладнанням, закладено сад.

## Кафедри ТДМУ
На базі лікарні розташовані 2 клінічні кафедри Тернопільського державного медичного університету:
- кафедра неврології[2],
- кафедра психіатрії, наркології та медичної психології[3].

## Персонал

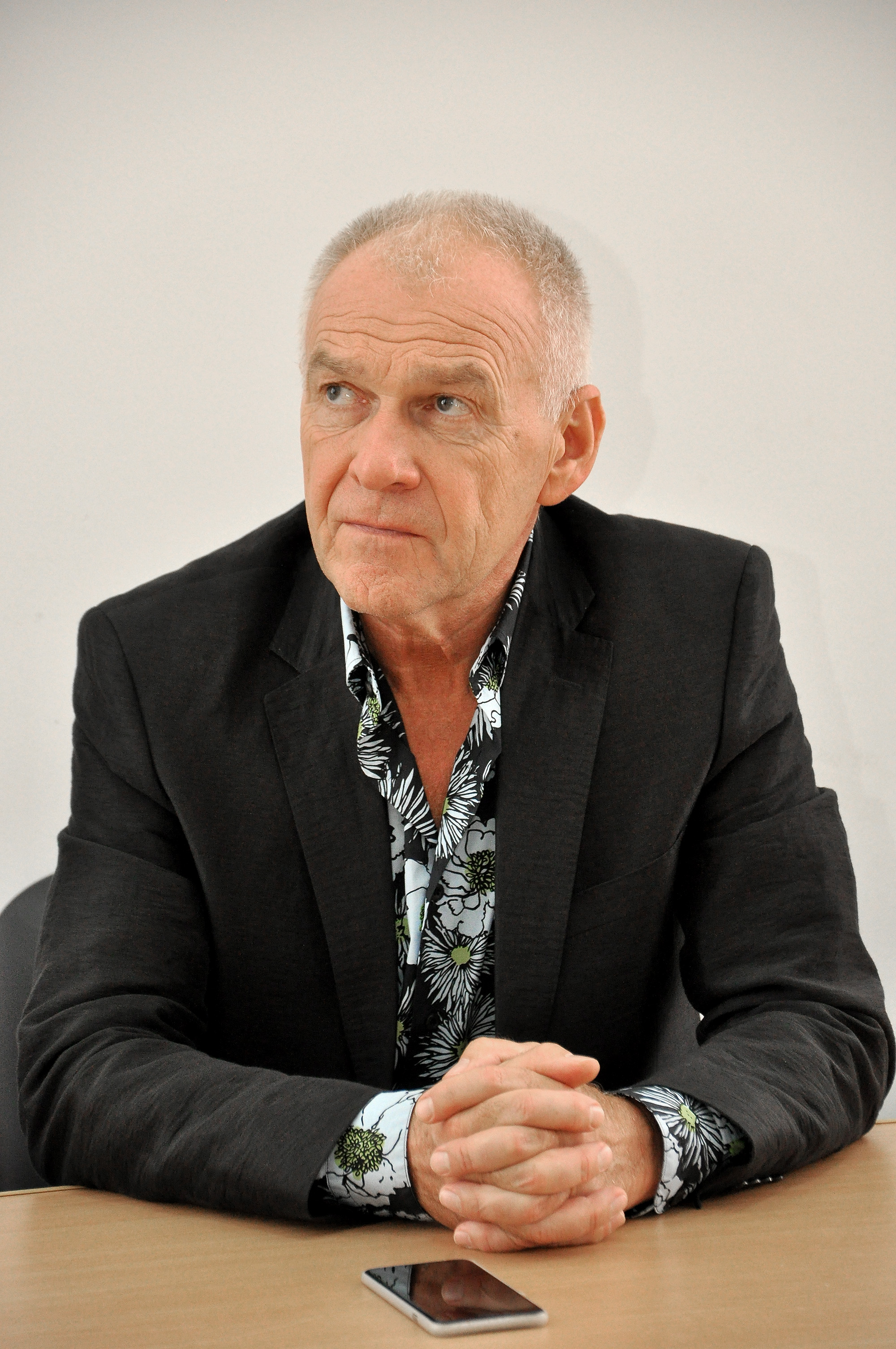
Володимир Шкробот

### Головні лікарі
- Василь Старченко — 1960—1986,
- Володимир Шкробот — нині.

### Медсестри
- Ірина Мацко — зайняла друге місце в конкурсі на найкращу медичну сестру Тернопільської області «Ескулап-професіонал — 2017»[4].

## Меморіальні скульптури

Пам'ятна таблиця-барельєф Василеві Старченку на фасаді головного корпусу лікарні

У 2000 році на фасаді головного корпусу при вході встановлено пам'ятну таблицю-барельєф Василеві Старченку з портретом і написом:
лікарем у 1960—1986 роках

ініціатор створення і

будівництва цієї лікарні,

ветеран війни

СТАРЧЕНКО ВАСИЛЬ

## Відомі відвідувачі
8 вересня 2015 лікарню відвідав український політик Анатолій Гриценко.